# چلسی اسمیت
چلسی اسمیت (انگلیسی: Chelsi Smith؛ زادهٔ ۲۳ اوت ۱۹۷۳ مانکن و هنرپیشه اهل آمریکا بود. او در سال ۱۹۹۵ برنده ملکه زیبایی ایالات متحده آمریکا و دوشیزه جهان در همان سال شده است، او سرانجام‌ در ۸ سپتامبر ۲۰۱۸ در سن ۵۰ سالگی به علت سرطان درگذشت.